# Heterusia prusa
Heterusia prusa là một loài bướm đêm trong họ Geometridae.